# Campionati italiani di ciclismo su strada 2022 - Gara in linea femminile Elite
La gara in linea femminile Elite dei Campionati italiani di ciclismo su strada 2022 si è svolta il 26 giugno 2022 su un percorso di 147,6 km con partenza da Medolla e arrivo a San Felice sul Panaro, in Emilia-Romagna. La vittoria fu appannaggio di Elisa Balsamo, che completò il percorso in 3h35'58" alla media di 41,006 km/h, precedendo in volata Rachele Barbieri e Barbara Guarischi.
Si trattò della cinquantanovesima assegnazione del titolo femminile italiano di ciclismo su strada. Sul traguardo di San Felice sul Panaro 87 cicliste, su 106 iscritte e partite da Medolla, portarono a termine la competizione.

## Ordine d'arrivo (top 10)
| Pos. | Corridore           | Squadra         | Tempo    |
| ---- | ------------------- | --------------- | -------- |
| 1    | Elisa Balsamo       | Trek-Segafredo  | 3h35'58" |
| 2    | Rachele Barbieri    | Fiamme Oro      | s.t.     |
| 3    | Barbara Guarischi   | Movistar        | s.t.     |
| 4    | Chiara Consonni     | Fiamme Azzurre  | s.t.     |
| 5    | Eleonora Gasparrini | Valcar          | s.t.     |
| 6    | Martina Alzini      | Cofidis         | s.t.     |
| 7    | Giorgia Bariani     | Top Girls Fassa | s.t.     |
| 8    | Martina Fidanza     | Fiamme Oro      | s.t.     |
| 9    | Ilaria Sanguineti   | Valcar          | s.t.     |
| 10   | Soraya Paladin      | Canyon-SRAM     | s.t.     |